# Egyházashetye
Egyházashetye là một thị trấn thuộc hạt Vas, Hungary. Thị trấn này có diện tích 13,2 km², dân số năm 2010 là 328 người, mật độ 25 người/km².